# Euphorbia stygiana
Euphorbia stygiana é uma espécie de planta endémica das ilhas dos Açores onde também é conhecida pelo nome de Trovisco macho. Surge em todas as ilhas açorianas excepto na ilha Graciosa e na ilha de Santa Maria.